# Eßbach

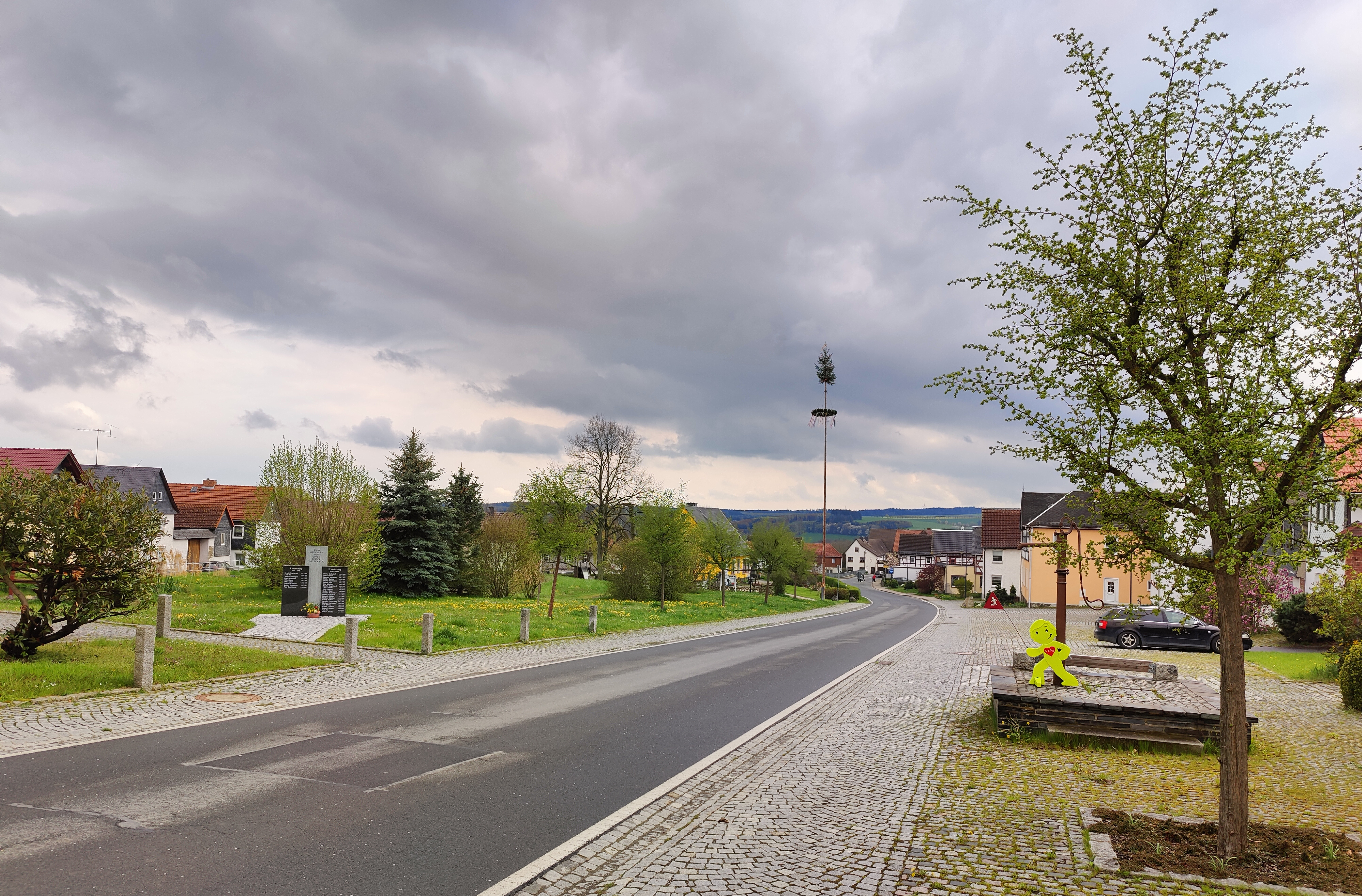
Eßbach

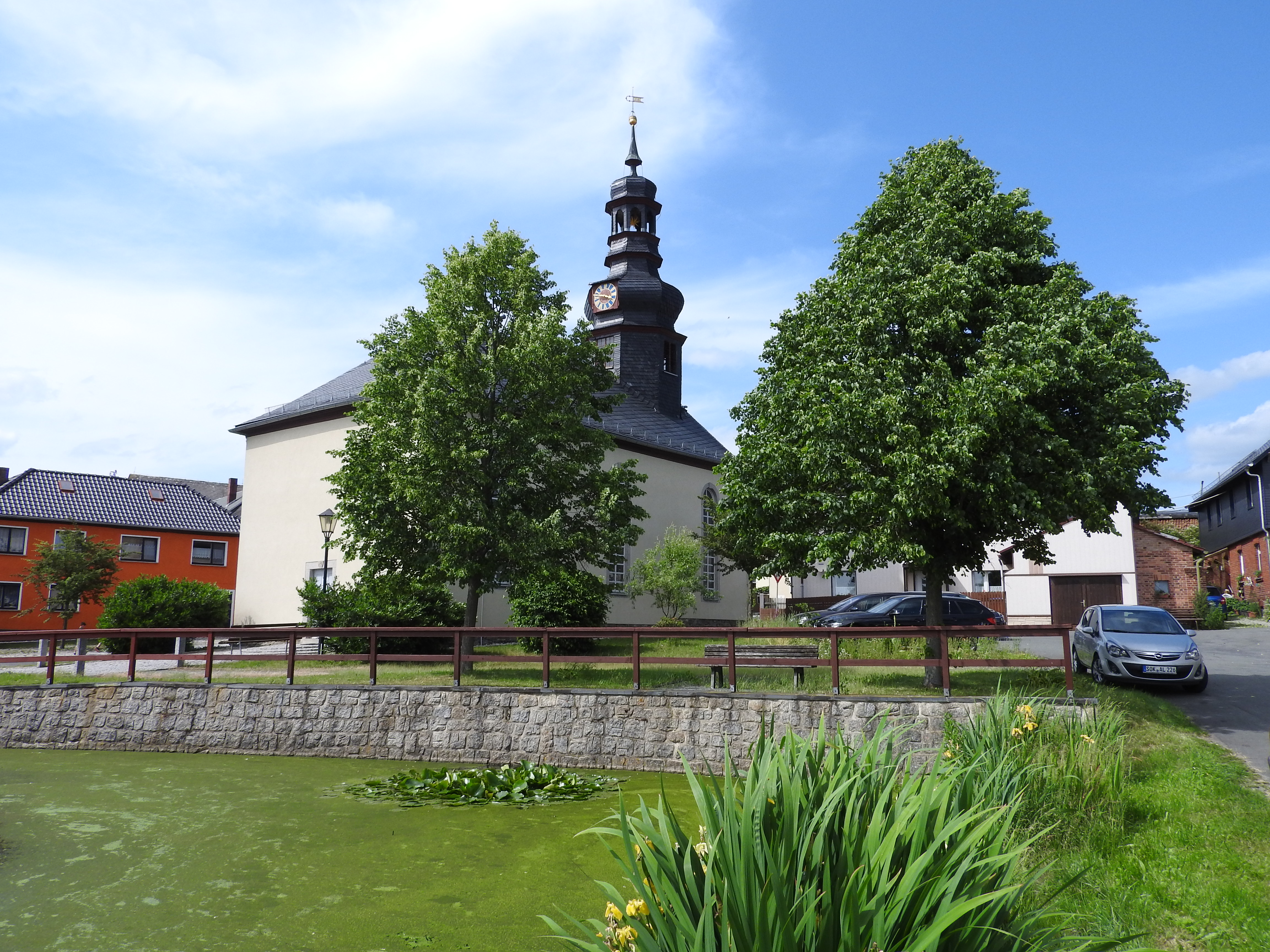
Kirche in Eßbach

Eßbach ist eine Gemeinde im thüringischen Saale-Orla-Kreis und gehört zur Verwaltungsgemeinschaft Ranis-Ziegenrück.

## Geographie

### Geographische Lage
Eßbach liegt im Zentrum des Saale-Orla-Kreises rund 9 km westlich der Kleinstadt Schleiz auf etwa 433 m ü. NN. Zirka 3 km südöstlich des Kernorts befindet sich die von der Wisenta, die beim südlichen Ortsteil Walsburg von Osten kommend in die Saale mündet, durchflossene Talsperre Wisenta mit dem Pumpspeicherwerk Wisenta. Ihr kleiner Stausee gehört zur Saalekaskade, dem größten zusammenhängenden Stauseegebiet Deutschlands. Zu dieser Kaskade zählt auch der 12 km westlich von Eßbach an der Saale gelegene Hohenwarte-Stausee, der zu den größten Stauseen Deutschlands gehört und von der Hohenwartetalsperre aufgestaut wird. Über Großteile der Gemeindefläche erstreckt sich das Landschaftsschutzgebiet Obere Saale.

### Gemeindegliederung
Die Gemeinde besteht aus Eßbach und dem südlich gelegenen Ortsteil Walsburg.

## Geschichte
Das Angerdorf Eßbach wurde 1378, damals als „Espech“ erstmals urkundlich erwähnt. Es zählte damals zum Zubehör der Burg Ziegenrück. Seit 1544 ist am Ort eine Kirche in einem Archiv belegt.
Geringfügige Mauerreste auf dem Bergsporn über dem rechten Ufer der Saale bei Eßbach weisen auf die ehemalige Befestigungsanlage Walsburg hin. Sie diente seinerzeit zum Schutz und zur Hilfe beim Saaleübergang dem Verkehr zwischen der Orlasenke mit Arnshaugk und Neustadt/Orla und Lobenstein. Die Burg bauten wohl die Lobdeburger, denn 1323 gelangte sie in den Besitz der Schwarzburger und im 15. Jahrhundert wurde sie aufgegeben. Der Ort gehörte bis 1815 zum kursächsischen Amt Ziegenrück und kam nach dessen auf dem Wiener Kongress beschlossenen Abtretung an den preußischen Landkreis Ziegenrück, zu dem der Ort bis 1945 gehörte.
Seit 1967 ist Walsburg, welches historisch als Hammermühle in der Nähe einer ehemaligen Raubritterburg bekannt ist, ein Ortsteil der Gemeinde.

### Einwohnerentwicklung
Entwicklung der Einwohnerzahl (ab 1994: Stand jeweils 31. Dezember):
| - 1933: 254 - 1939: 250 - 1994: 319 - 1995: 310 - 1996: 297 - 1997: 295 - 1998: 294 | - 1999: 289 - 2000: 291 - 2001: 275 - 2002: 274 - 2003: 265 - 2004: 259 - 2005: 253 | - 2006: 258 - 2007: 257 - 2008: 257 - 2009: 260 - 2010: 245 - 2011: 248 - 2012: 251 | - 2013: 239 - 2014: 240 - 2015: 241 - 2016: 234 - 2017: 234 - 2018: 230 - 2019: 242 | - 2020: 238 - 2021: 234 - 2022: 234 - 2023: 236 - 2024: 228 |

Datenquelle ab 1994: Thüringer Landesamt für Statistik

## Wappen
Beschreibung: „In Silber mit linker blauer Flanke (darin ein goldener Wellenpfahl) über einem grünen Schildfuß auf einer grünen Kugel stehend eine Frau im blauen Kleid mit goldenem Gürtel, mit der rechten Hand ein grünes Segel über den Kopf schwingend, das sie mit der linken Hand ergreift.“